# Aștileu (gmina)
Aștileu – gmina w Rumunii, w okręgu Bihor. Obejmuje miejscowości Aștileu, Călățea, Chistag i Peștere. W 2011 roku liczyła 3561 mieszkańców.